# Nyctimantis arapapa
Aparasphenodon arapapa es una especie de anfibio anuro de la familia Hylidae.

## Distribución geográfica
Esta especie es endémica del estado de Bahía en Brasil. Se encuentra entre Rio Paraguaçu y Rio das Contas.

## Descripción
Los 2 especímenes machos adultos observados en la descripción original miden de 57 a 58 mm de longitud estándar.

## Etimología
El nombre específico arapapa proviene del tupi Arapapá, una palabra para Cochlearius cochlearius, con referencia al pico ancho y aplanado de esta especie que recuerda el hocico de las especies descritas.

## Publicación original
- Pimenta, Napoli & Haddad, 2009: A new species of casque-headed tree frog, genus Aparasphenodon Miranda-Ribeiro (Amphibia: Anura: Hylidae), from the Atlantic Rainforest of southern Bahia, Brazil. Zootaxa, n.º 2123, p. 46–54[4]